# St Werburghs (Bristol)
St Werburghs is een gebied in het bestuurlijke gebied Bristol, in het Engelse graafschap Bristol. 

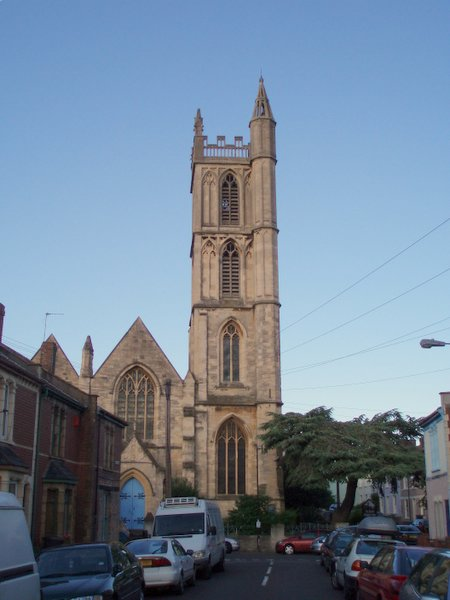
Kerk van St Werburghs